# Datsun GO
La Datsun GO è un'autovettura prodotta dalla casa automobilistica giapponese Nissan Motor dal 2014 e venduta con il marchio Datsun.

## Descrizione

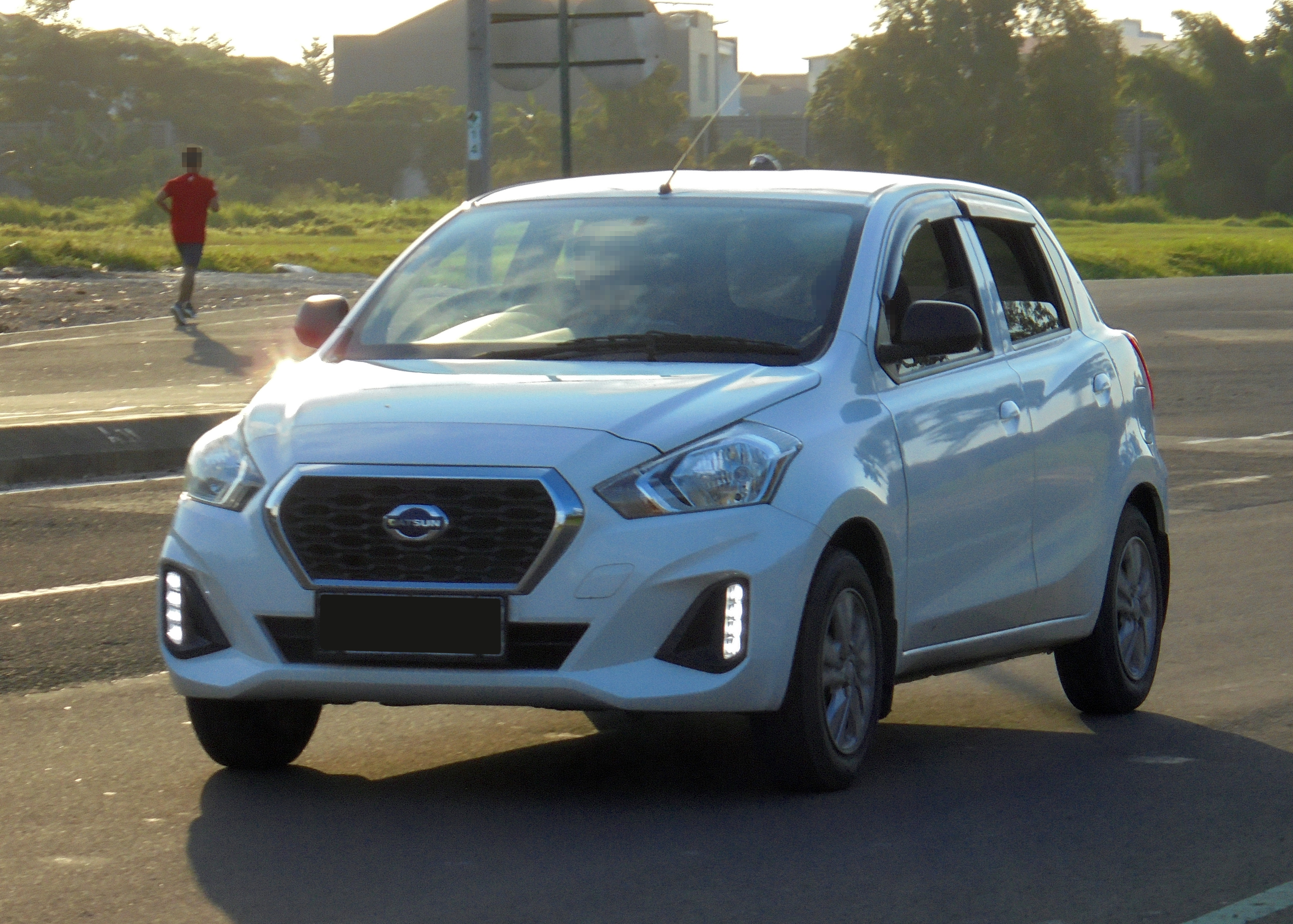
Datsun GO restyling del 2019

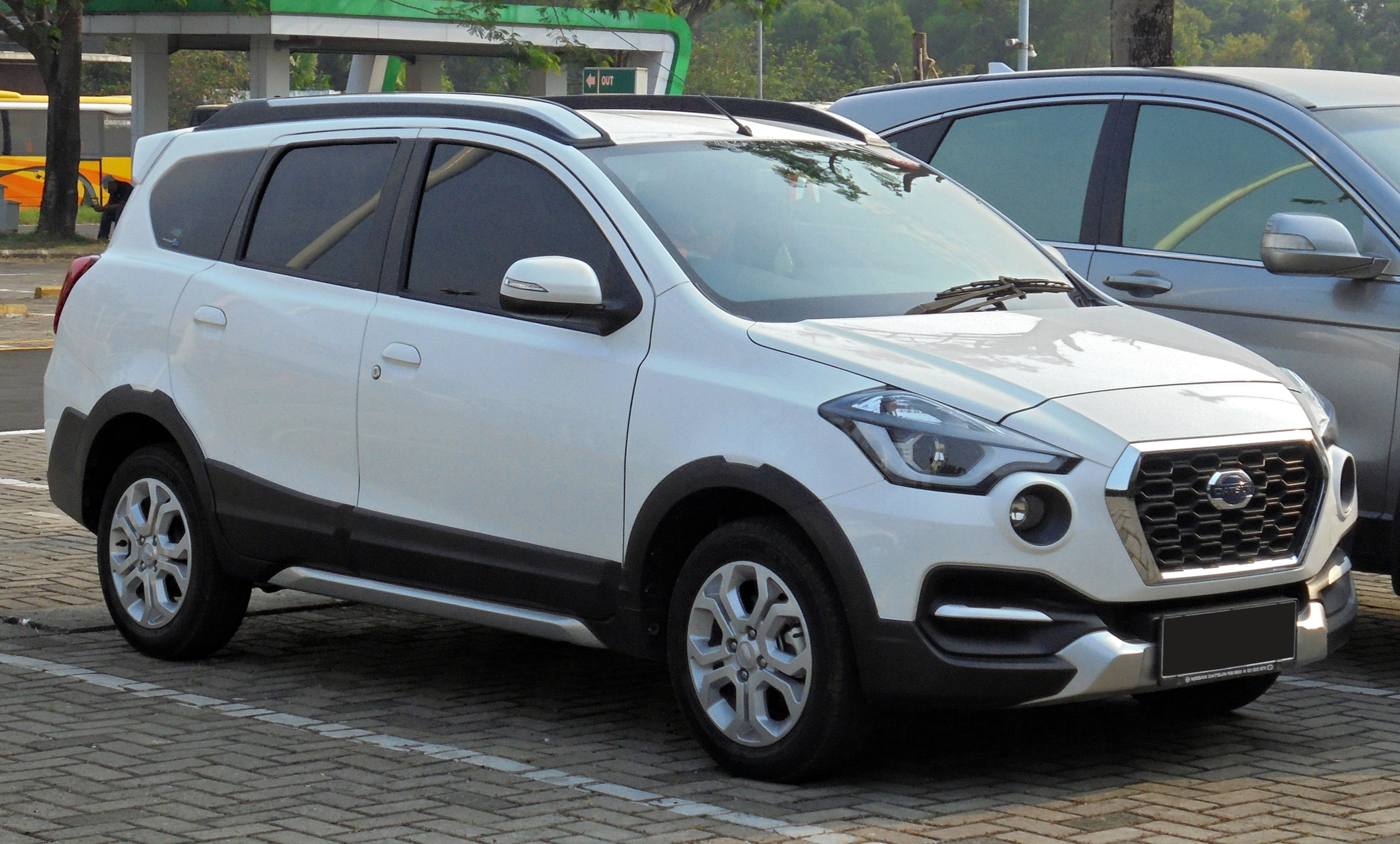
Datsun Cross

La Go è la prima vettura della Datsun da quando il marchio è stato rilanciato nel 2013. Il marchio fu utilizzato per o veicoli esportati dalla Nissan nei mercati extra giapponesi, fino al 1986, anno in cui il marchio venne dismesso. La Go è disponibile nei mercati in via di sviluppo come India, Sudafrica e Indonesia. È stata costruita sulla base della piattaforma Nissan V, la stessa della Nissan Micra. La Go è alimentata da un motore a benzina aspirato EFI (eletronic fuel injection) a tre cilindri in linea da 1,2 litri (1198 cm³), utilizzato anche nella Micra K13. Questo motore produce 69 CV (51 kW) e 104 Nm di coppia.

## Datsun Cross
La Datsun Cross è la variante crossover  SUV della Go+. È stata lanciata in Indonesia il 18 gennaio 2018 in due versioni, con cambio manuale e CVT automatica a variazione continua.